# 親山步道

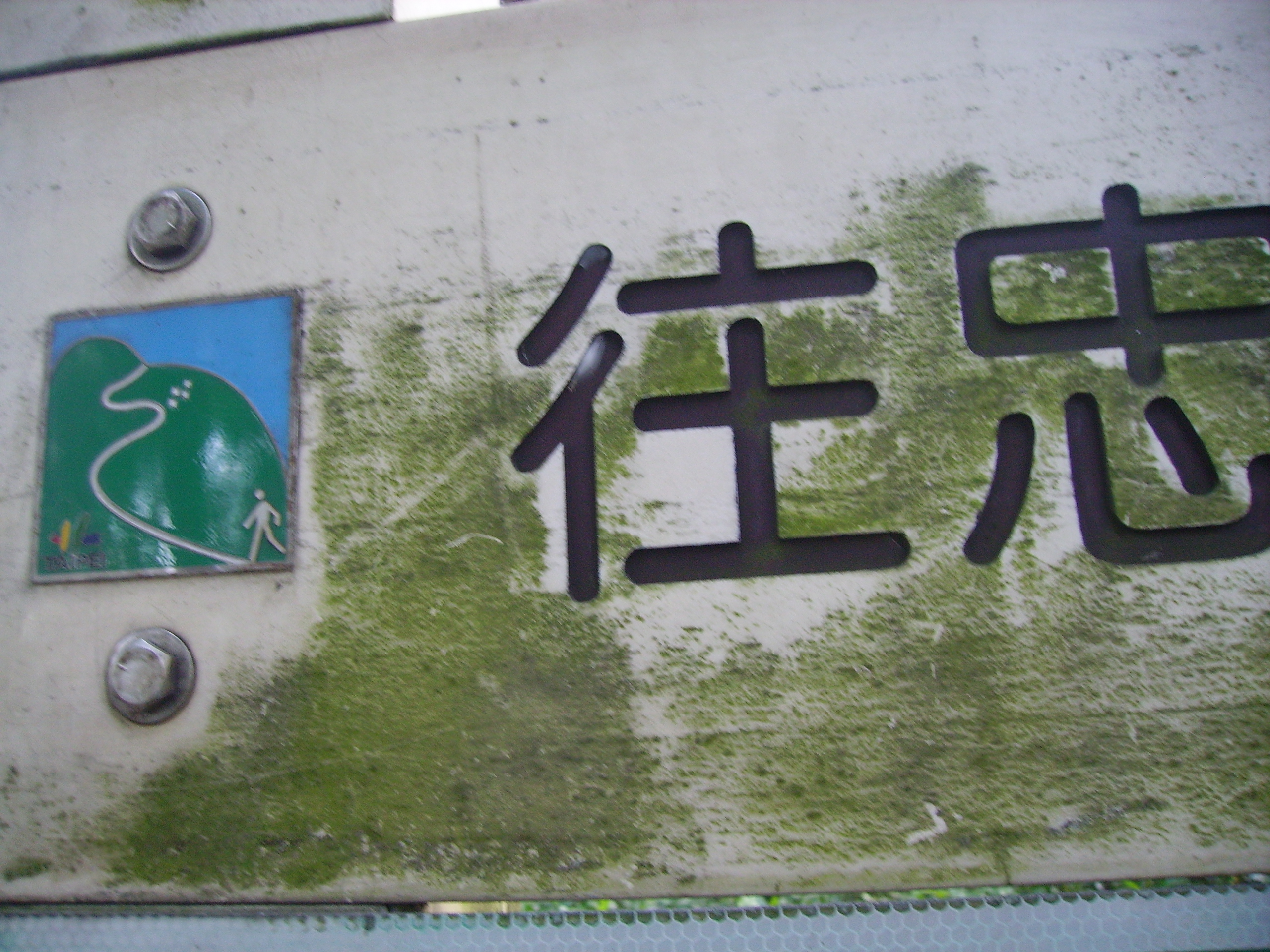
位於親山步道內的登山路線指示牌，指示牌左方為親山步道的標誌

親山步道，為台灣台北市政府官方規劃整理的台北市週邊山區步道及登山路線，設計初衷是為了積極推動「台北健康城市」理念；命名中的「親」定義為「親近大自然」意思。
2007年止，官方首先宣傳推出路程較短，登爬較容易的「親子級親山步道」，包含了關渡親山步道、中正山親山步道、坪頂古玔親山步道、劍潭山親山步道、仙跡岩親山步道等20條登山步道。

## 推廣
主政者為台北市產業發展局的親山步道，特點為出入口均於交通方便處，其步道高度約在海拔100公尺至300餘公尺，步道設計所在山系計有大屯山、七星山、五指山、南港山與二格山，步道內也經過包含自然景觀、廟宇、農園、纜車等人文生態景點。
現行規劃的台北市親山步道普遍行走時間約在1小時餘至5小時。總路程約在1公里多至6公里。為了推廣此一活動，台北市政府亦推出親山步道護照，各主要步道中段休憩區，均有打印亭供參與登山者蓋上戳印，而主辦者亦以獎項鼓勵此項以護照為號召的體育活動。

## 特色

### 大屯山
台北市大屯山主峰高達1,092公尺，屬錐狀火山，山脈走勢呈南北延長。大屯山為台北市七星山之外的主要高峻山脈，特色為山形渾圓雄厚，綿延於陽明山國家公園及其周圍，現行以大屯山系為對象規劃的親山步道，共有五條。此五條步道共同特點為可遠眺淡水河、關渡平原、觀音山等風景，並可於春秋欣賞不同花季。各步道及其特色為：
- 關渡親山步道：具有林相景觀及天際線步道，步道富含林蔭。
- 忠義山親山步道：林蔭密佈，原始林林相景觀豐富。部分路段頗為陡峭，需扶繩通過。
- 貴子坑親山步道：可就近觀察台北最古老地層，部分路途設置結合水文與地質觀察的解說圖示，動、植物景觀豐富且多元。
- 中正山親山步道：登山口分布各處，海拔高度646公尺。中正山原名彌陀山，亦稱為十八份山或大竿林山。其中許多路段屬產業道路，山下有法雨寺和大慈寺。另外，步道接近陽明山溫泉區域。[1]
- 軍艦岩親山步道：大屯山山系中，登爬難易度適中者。另，步道週遭多為巨大岩壁形成的單面山。

### 七星山
七星山為台北都會區內最高峰，而規劃舖設於此山系山體東南側及西北側斷層線的親山步道，共有兩條。各步道及其特色為：
- 天母古道親山步道：位於天母地區，路線簡便適合親子同遊。
- 坪頂古圳親山步道：位於士林平等里，其特色為沿古圳溪流設計，生態景觀頗為豐富多樣。

### 五指山
五指山系位居台北市中心，涵蓋內湖區、士林區及中山區三區，其中包括知名的圓山、金面山、剪刀石山、大崙頭山、大崙尾山、內湖碧山、白鷺鷥山、內溝山、白石湖山、開眼山及龍船岩。而就該山系設計的親山步道計有：
- 大崙頭尾山親山步道：步道經台北內湖區最高山，路線綿密且互相串聯。另外，步道含熱帶、亞熱帶及暖溫帶闊葉林等植物景觀。
- 劍潭山親山步道：標高僅198公尺的劍潭山，其步道路徑達2.7公里，特色為山間密林，多樣式植物，還有偶見的五色鳥及綠繡眼。
- 金面山親山步道：具高山態勢，視野頗為遼闊，稜線高低起伏變化極大，步道內多處需攀繩而過。
- 忠勇山及鯉魚山親山步道：難度低，適合親子同遊；步道內涼亭多，並設置有定向運動控制點方向指示樁。
- 白鷺鷥山、康樂山及明舉山親山步道：上坡路可俯瞰台北盆地，稜線主步道高低坡度變化極大，步道內多處需攀繩而過。

### 南港山
南港山及其山系橫跨台北市南港區、信義區、大安區及文山區仙跡岩等，主峰分別涵蓋九五峰、南港山與拇指山。其中，九五峰為南港山系之最高峰，海拔達375公尺。
- 更寮古道親山步道：位居南港山東南，路徑達4公里，清治時期即已成為郊區市內甬道。該步道特色為步道內多處茶園，且有少見的筆筒樹森林。
- 南港山縱走親山步道：南港山路徑總程度為6公里，標高375公尺。該步道特色為經南港山最高峰九五峰，步道內設置多座處景觀平台及涼亭。
- 麗山橋口親山步道
- 虎山親山步道
- 象山親山步道：鄰近台北市東區鬧區，沿途指標清楚，步道路徑內也皆有林蔭遮蔽。
- 仙跡岩親山步道，位居文山區。

### 二格山
二格山別名石尖山，為兩座尖峰組成；一處在新北市石碇區；一處則在台北市的文山區。二格山登山健行路線涵蓋樟山寺、樟湖、瓦厝、貓空、猴山岳及指南宮附近。台北市官方推出設計的親山步道，設置於二格山者有：

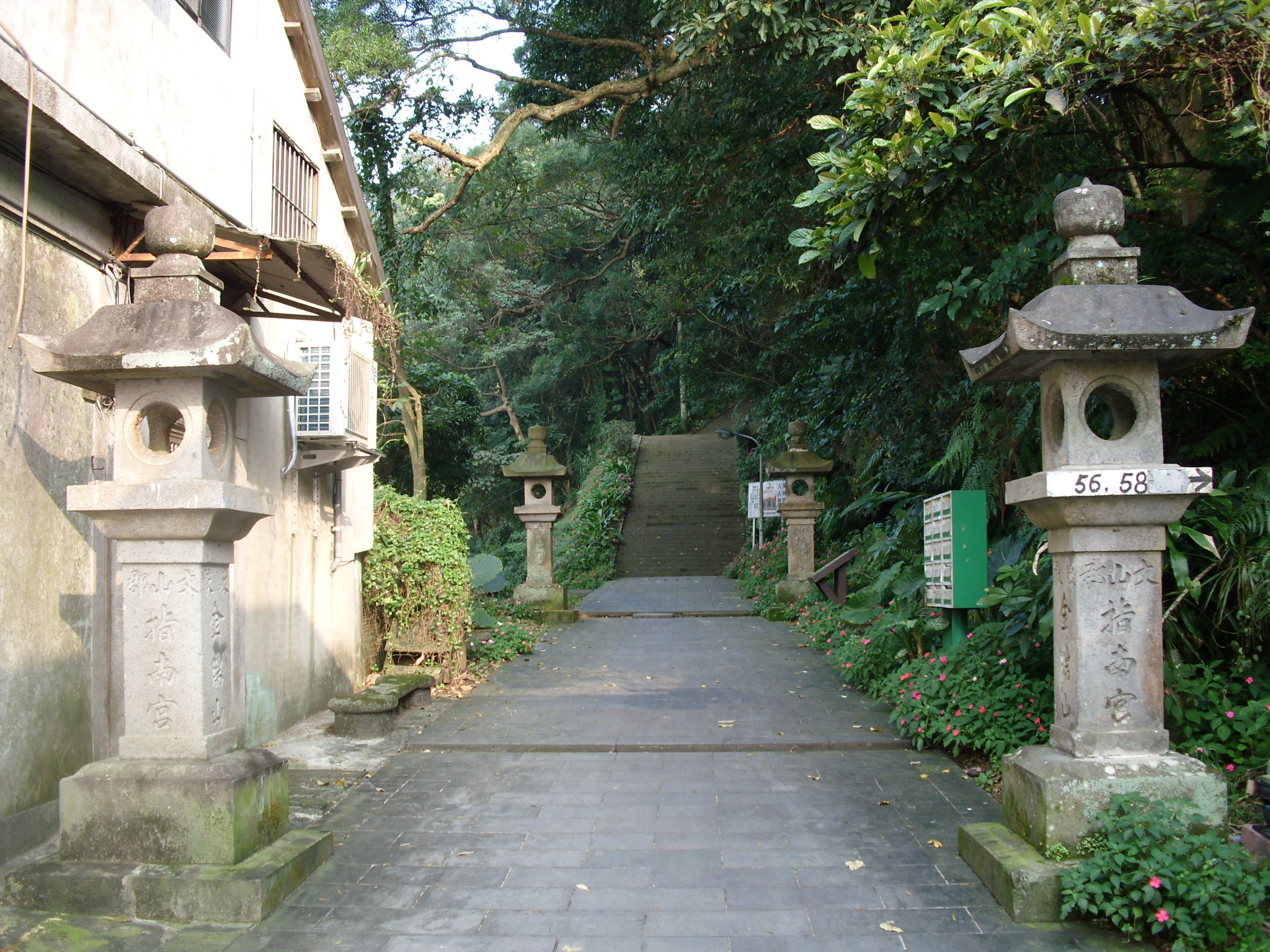
石燈多是指南宮步道的特色

- 指南宮貓空親山步道：沿途經過指南宮及貓空地區的該步道，沿途特色為景觀古樸，不僅登爬難易度適中，也可就近於茶園品茗及觀賞夜景。

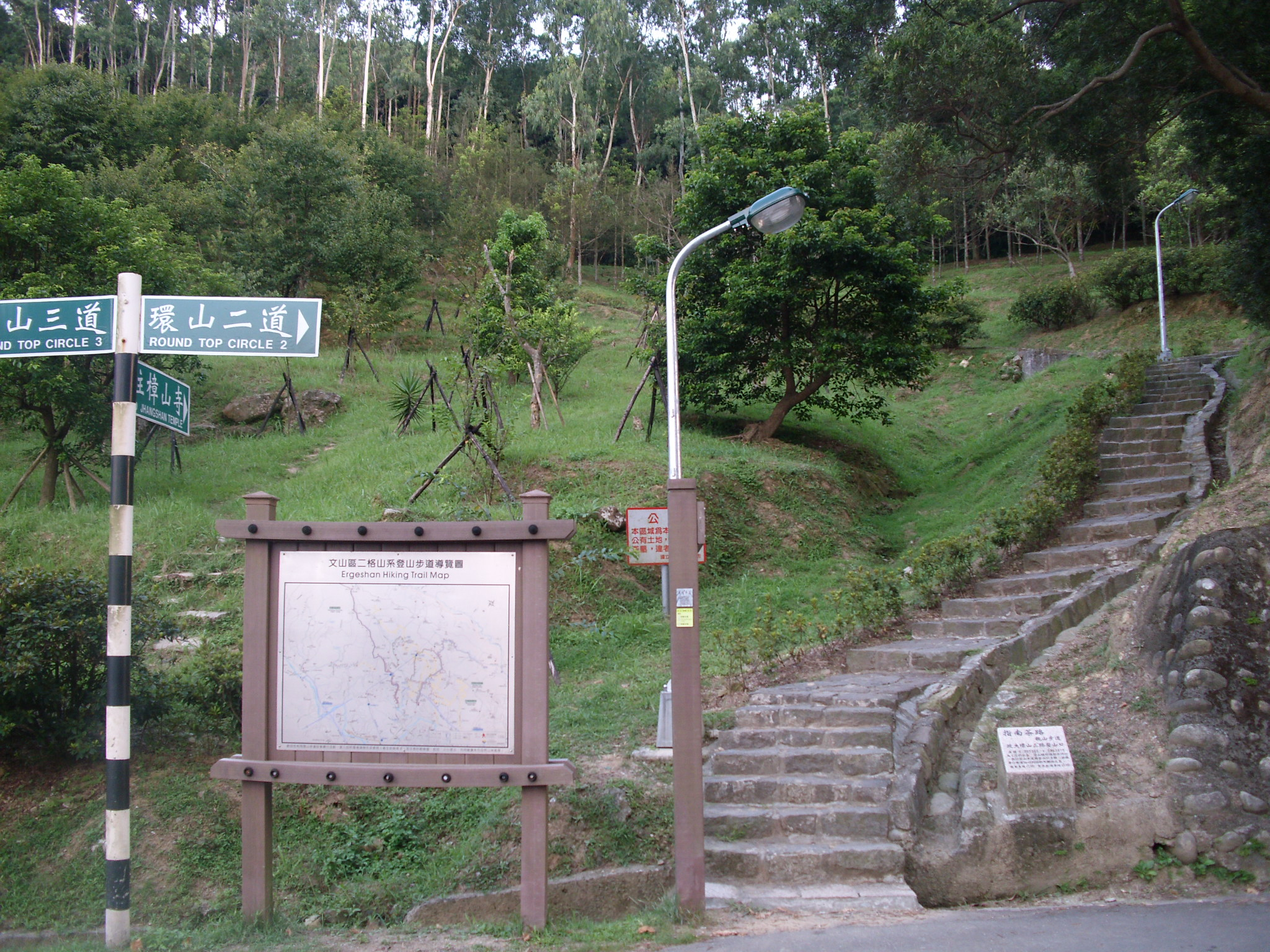
政治大學校園內的樟山寺步道入口

- 指南茶路親山步道：以清治時期「茶葉古道」為設計的該親山步道，以三玄宮步道、樟湖步道、樟山寺步道（飛龍步道）為主；配合數條支線互相連接。該步道特色為貫穿臺灣木柵鐵觀音茶區，並有相關茶產業的解說牌。

## 外部連結
- 休閒遊憩主題網：臺北步道全收錄，臺北市政府工務局大地工程處
- 景點快搜，臺北旅遊網